# 許州
许州，北周直到清朝设置的州。
北周大定元年（581年），北周改郑州，设立许州，治所在长社县（颍川县、今河南省许昌市）。唐朝时，曾更名为颍川郡。土贡：绢、席、柿。户七万三千三百四十七，口四十八万七千八百六十四。下辖九县：长社县、长葛县、阳翟县、许昌县、鄢陵县、扶沟县、临颍县、舞阳县、郾城县。
宋朝元丰（1078年—1085年）年间，许州升格为颍昌府。金朝改回许州，清朝雍正二年（1724年），许州升为许州直隶州。1913年，中华民国废除许州，改为许昌县。

## 行政区划
| 县名   | 现在地名 | 简介 | 备注 |
| ------ | -------- | --- | ---- |
| 长社县 |          | 望。本颍川，隶汴州。武德四年更名，来属。州又领黄台、㶏强二县，贞观元年省入焉。绕州郭有堤塘百八十里，节度使高瑀立以溉田。 |      |
| 长葛县 |          | 紧。有小陉山。 |      |
| 阳翟县 |          | 本畿。初隶嵩州，贞观元年来属，龙朔二年隶洛州，会昌三年复来属。有具茨山。 |      |
| 许昌县 |          | 上。 |      |
| 鄢陵县 |          | 上。 |      |
| 扶沟县 |          | 望。武德四年以县置北陈州，是年州废，隶洧州。 |      |
| 临颍县 |          | 上。贞观元年省繁昌县入焉。有讲武台，本尚书台，马融讲书之地，显庆二年，高宗大阅于此，更名。 |      |
| 舞阳县 |          | 上。本北舞县，隶道州。贞观元年来属，寻废。开元四年复置，更名。有铁。 |      |
| 郾城县 |          | 望。武德四年以郾城县、邵陵县、北舞县、西平县置道州。贞观元年州废，省邵陵县、西平县入郾城县，隶蔡州。建中二年以郾城县、临颍县，陈州之溵水县置溵州。贞元二年州废，县还故属。元和十二年复以郾城县、上蔡县、西平县、遂平县置溵州。长庆元年州废，县还隶蔡州，是年，以郾城来属。 |      |

| 隋代行政区划变遷 | 隋代行政区划变遷 | 隋代行政区划变遷 | 隋代行政区划变遷 | 隋代行政区划变遷 | 隋代行政区划变遷 | 隋代行政区划变遷 | 隋代行政区划变遷 | 隋代行政区划变遷 | 隋代行政区划变遷                                                                                |
| 区划             | 開皇元年         | 開皇元年         | 開皇元年         | 開皇元年         | 開皇元年         | 開皇元年         | 開皇元年         | 区划             | 大業3年                                                                                         |
| ---------------- | ---------------- | ---------------- | ---------------- | ---------------- | ---------------- | ---------------- | ---------------- | ---------------- | ----------------------------------------------------------------------------------------------- |
| 州               | 許州             | 許州             | 豫州             | 广州             | 广州             | 广州             | 广州             | 郡               | 潁川郡                                                                                          |
| 郡               | 潁川郡           | 許昌郡           | 臨潁郡           | 襄城郡           | 南襄城郡         | 漢廣郡           | 定陵郡           | 县               | 潁川县 臨潁县 許昌县 扶溝县 襄城县 繁昌县 葉县 汝墳县 北舞县 郾城县 長葛县 尉氏县 鄢陵县 㶏強县 |
| 县               | 長社县 臨潁县    | 許昌县 扶溝县    | 邵陵县           | 襄城县 繁昌县    | 葉县 定南县      | 汝墳县           | 北舞县           | 县               | 潁川县 臨潁县 許昌县 扶溝县 襄城县 繁昌县 葉县 汝墳县 北舞县 郾城县 長葛县 尉氏县 鄢陵县 㶏強县 |

| 唐朝许州辖县 | 唐朝许州辖县 |
| ------------ | --- |
| 618年        | 颍川县、长葛县、㶏强县、许昌县、尉氏县、鄢陵县、扶沟县、郾城县、临颍县、繁昌县、襄城县、汝坟县、叶县、北舞县                                   |
| 619年        | 颍川县、长葛县、㶏强县、许昌县、郾城县、临颍县、繁昌县、北舞县（襄城县、汝坟县改属汝州，尉氏县改属尉州，鄢陵县、扶沟县改属随州，叶县改属叶州） |
| 621年        | 颍川县（改名长社县）、长葛县、㶏强县、许昌县、临颍县、繁昌县（郾城县、北舞县改属道州，新增黄台县）                                             |
| 627年        | 长社县、长葛县、许昌县、临颍县（鄢陵县、扶沟县、北舞县、襄城县、阳翟县来属，废除繁昌县、黄台县、㶏强县、北舞县）                               |
| 635年        | 长社县、长葛县、许昌县、临颍县、鄢陵县、扶沟县、襄城县、阳翟县（叶县来属）                                                                     |
| 662年        | 长社县、长葛县、许昌县、临颍县、鄢陵县、扶沟县、襄城县、叶县（阳翟县改属洛州）                                                                 |
| 715年        | 长社县、长葛县、许昌县、临颍县、鄢陵县、扶沟县（襄城县、叶县改属仙州）                                                                         |
| 738年        | 长社县、长葛县、许昌县、临颍县、鄢陵县、扶沟县（舞阳县来属）                                                                                   |
| 740年        | 长社县、长葛县、许昌县、临颍县、鄢陵县、扶沟县、舞阳县（襄城县来属）                                                                           |
| 748年        | 长社县、长葛县、许昌县、临颍县、鄢陵县、扶沟县、舞阳县（襄城县改属汝州）                                                                       |
| 769年        | 长社县、长葛县、许昌县、临颍县、鄢陵县、扶沟县（舞阳县改属仙州）                                                                               |
| 770年        | 长社县、长葛县、许昌县、临颍县、鄢陵县、扶沟县（舞阳县来属）                                                                                   |
| 781年        | 长社县、长葛县、许昌县、鄢陵县、扶沟县、舞阳县（临颍县改属溵州）                                                                               |
| 785年        | 长社县、长葛县、许昌县、鄢陵县、扶沟县、舞阳县（临颍县来属）                                                                                   |
| 821年        | 长社县、长葛县、许昌县、鄢陵县、扶沟县、舞阳县、临颍县                                                                                         |
| 821年        | 长社县、长葛县、许昌县、鄢陵县、扶沟县、舞阳县、临颍县（郾城县来属）                                                                           |
| 843年        | 长社县、长葛县、许昌县、鄢陵县、扶沟县、舞阳县、临颍县、郾城县（阳翟县来属）                                                                   |

## 刺史
唐朝许州刺史
- 杜之松（贞观前期）
- 长孙无忌（639年）
- 李元名（643年）
- 李恽（646年）
- 王谌（唐高宗初年）
- 高敬言（唐高宗初年）
- 陶大举（咸亨年间）
- 卢朗闰（唐高宗时）
- 陈某（唐高宗时）
- 郑钦言（唐高宗时）
- 韦玄俨（683年）
- 沈伯仪（武周时）
- 毕憬（武周时）
- 武懿宗（武周时）
- 李千里（武周时）
- 郑固忠（武周时）
- 杨元琰（704年）
- 尹正义（神龙年间）
- 姚崇（景龙年间）
- 萧至忠（710年）
- 韦嗣立（710年）
- 狄光嗣（景云年间）
- 王珣（景云年间—先天年间）
- 李范（717年）
- 杨执一（开元前期，未任）
- 王乔（723年）
- 皇甫忠（723年）
- 吕仁诲（开元中期，未任）
- 裴巽（开元初年）
- 王琚（开元中期）
- 刘温玉（开元中期）
- 韩朝宗（732年）
- 姚异（734年）
- 赵冬曦（739年—740年）
- 李崇俭（开元年间）
- 颍川郡太守（742年—757年）
- 季广琛（758年）
- 李春（760年—761年）
- 郑贲（大历年间）
- 赵某（大历年间）
- 王玢（建中年间）
- 李光晖（786年）
- 曲环（787年—799年）
- 上官涚（799年—803年）
- 刘昌裔（803年—813年）
- 韩皋（813年—814年）
- 李光颜（814年—818年）
- 马摠（818年）
- 李光颜（818年—819年）
- 郗士美（819年）
- 李逊（819年—821年）
- 李光颜（821年—825年）
- 王沛（825年—827年）
- 高瑀（827年—832年）
- 王智兴（832年—833年）
- 高瑀（833年—834年）
- 杜悰（834年—835年）
- 李听（835年，未任）
- 杜悰（835年—837年）
- 殷侑（837年—838年）
- 王彦威（838年—840年）
- 王茂元（840年—843年）
- 王宰（843年—844年）
- 刘沔（844年—845年）
- 李执方（845年—846年）
- 卢简辞（846年—847年）
- 高铢（847年—852年）
- 王逢（853年—855年）
- 马植（855年—857年）
- 裴识（857年—859年）
- 孔温裕（咸通初年）
- 李福（861年—862年）
- 刘异（864年—867年）
- 李琢（867年—869年）
- 曹汾（869年—873年）
- 杜审权（874年—875年）
- 崔安潜（876年—878年）
- 薛能（878年—880年）
- 周岌（880年—884年）
- 田从异（883年）
- 鹿晏弘（884年—886年）
- 崔安潜（887年，未任）
- 杨守宗（887年）
- 王蕴（888年）
- 赵克裕（892年）
- 朱友裕（893年—896年）
- 朱友恭（896年）
- 朱友裕（898年—899年）
- 朱友恭（899年—900年）
- 赵霖（900年）
- 朱温（904年）
- 冯行袭（906年—907年）
- 王得

五代许州刺史
- 馮行襲（907年—910年）
- 李珽（910年）
- 韓建（910年—912年）
- 韓勍（912年）
- 朱友璋（912年—914年）
- 王檀（914年—916年）
- 罗周敬（916年—918年）
- 谢彦章（918年）
- 朱珪（918年—919年）
- 王彥章（919年—921年）
- 溫韜（921年—923年）
- 李绍冲（923年—924年）
- 李令锡（924年—926年）
- 张全义（926年）
- 陶玘（926年）
- 夏鲁奇（926年—927年）
- 孔循（928年—930年）
- 张延朗（930年）
- 李从温（930年—931年）
- 冯赟（931年—932年）
- 孟鹄（932年—933年）
- 李从昶（933年—935年）
- 赵延寿（935年—936年）
- 苌从简（936年—937年）
- 刘知远（937年—938年）
- 杜重威（938年—940年）
- 安审信（940年—941年）
- 赵在礼（941年—943年）
- 李从温（943年—944年）
- 符彦卿（944年—945年）
- 李从温（945年）
- 安审琦（945年—946年）
- 冯晖（946年）
- 石重睿（946年）
- 刘晏僧（947年）
- 史弘肇（947年）
- 刘信（947年—950年）
- 何福进（951年）
- 武行德（951年）
- 郭从义（953年—954年）
- 李重进（954年）
- 王彦超（954年—956年）
- 韩通（956年—958年）
- 赵匡胤（958年—959年）
- 张永德（959年—960年）

北宋知许州
- 张永德（960年）
- 高怀德（960年—961年）
- 张勋
- 薛居正
- 武行德（961年—965年）
- 王全斌（965年—967年）
- 宋偓（967年—970年）
- 王审琦（970年—974年）
- 曹彬（976年—977年）
- 党进（977年）
- 臧丙
- 杨徽之（988年—992年）
- 雷有终（993年—995年）
- 张去华（996年—997年）
- 马襄（998年—999年）
- 索湘（1000年—1001年）
- 毋宾古（1002年—1003年）
- 李继隆（1004年）
- 孙全照（1006年—1008年）
- 石普（1013年—1016年）
- 王嗣宗（1016年—1017年）
- 李维（1018年—1020年）
- 林特（1022年—1024年）
- 钱惟演（1025年—1029年）
- 张士逊（1030年—1031年）
- 孔道辅（1032年）
- 张耆（1033年）
- 杨崇勋（1033年）
- 张士逊
- 李遵勖（1035年—1036年）
- 吕夷简（1037年）
- 任布（1038年）
- 梅询（1039年—1040年）
- 李淑（1041年—1043年）
- 夏竦（1043年）
- 王举正（1043年—1044年）
- 李昭直（1045年）
- 吴育
- 韩琮（1048年）
- 宋祁（1048年—1049年）
- 张观（1049年—1050年）
- 晏殊（1050年）
- 郭承祐（1050年）
- 文彦博（1051年—1052年）
- 贾昌朝（1052年—1053年）
- 宋庠（1053年—1056年）
- 何中立（1056年）
- 贾黯（1056年）
- 曹佾（1056年—1057年）
- 贾昌朝（1058年—1062年）
- 王素（1062年—1064年）
- 张昪（1065年—1067年）
- 钱象先（1067年）
- 王陶（1067年）
- 马仲甫（1068年—1070年）
- 钱象先（1070年）
- 李璋（1071年—1072年）
- 韩绛（1072年—1073年）
- 韩维（1074年）
- 张焘（1074年—1075年）
- 韩绛（1075年—1076年）
- 王陶（1076年—1077年）
- 韩维（1079年—1080年）1080年许州改为颍昌府

金朝许州刺史（知许州）
- 李成（1137年—1138年）
- 韩常（1140年）
- 赤盞暉（1149年—1150年）
- 陁满讹里也（1150年—1153年）
- 乌延蒲辖奴（1153年—1160年）
- 仆散浑滩（1160年—1161年）
- 乌古论思鲁虎（1161年—1162年）
- 完颜撒改（1162年）
- 高侯（1162年）
- 完颜蒲查（1162年—1164年）
- 萧阿毋剌（1165年—1166年）
- 王祥（1166年—1168年）
- 徒单阿排（1168年—1170年）
- 蒲察阿故迭（1170年—1173年）
- 乌延查剌（1173年—1176年）
- 温迪罕建河（1176年—1177年）
- 粘割斡特剌（1177年—1180年）
- 石抹吉祥奴（1180年—1183年）
- 高景蠻（1183年—1184年）
- 完顏宗真（1184年—1186年）
- 完颜蒲鲁虎（1186年—1188年）
- 奥里守中（1188年）
- 移剌訓（1188年—1190年）
- 蒲察守纯（1190年—1195年）
- 白璋（1195年—1198年）
- 蒙括英（1198年—1201年）
- 女奚烈几（1201年—1204年）
- 仆散回烈（1204年—1205年）
- 完颜闹懒（1205年—1208年）
- 蒲察真（1208年）
- 徒单铎（1208年—1209年）
- 乌古孙兀屯（1209年—1211年）
- 奥屯襄（1211年—1212年）
- 纥石烈中（1212年—1213年）
- 纥石烈换僧（1213年—1214年）
- 完顏定奴（1214年—1216年）
- 纥石烈掃舍（1216年）
- 完顏從正（1216年—1217年）
- 把古咬住（1217年）
- 徒单镐（1217年）
- 徒单塔懒（1217年）
- 纳坦谋嘉（1217年—1218年）
- 温迪罕达（1218年—1219年）
- 石盏女鲁欢（1219年—1220年）
- 斡勤阿里罕（1220年）
- 移剌貞（1220年—1223年）
- 河盏女鲁（1223年—1224年）
- 完颜陈儿（1224年）
- 完颜承之（1224年—1225年）
- 尼龐屈安仁（1225年—1228年）
- 完顏文鬱（1228年—1230年）
- 元林答胡鲁（1230年—1231年）
- 粘葛仝周（1231年）
- 古里甲石伦（1231年—1232年）
- 韓琇（金末，遙領）